# 科祖利卡
50°1′59″N 23°47′47″E / 50.03306°N 23.79639°E
科祖利卡（烏克蘭語：Козулька），是烏克蘭西部的村莊，隸屬利維夫州的利維夫區。該村面積0.33平方公里，2001年人口197，人口密度每平方公里602.45人。